# Domenico Simeone Oliva
Domenico Simeone Oliva (Tursi, 5 ottobre 1783 – Napoli, 18 luglio 1842) è stato un poeta, letterato, traduttore e pittore italiano.

## Biografia
Nato a Tursi, Basilicata, emigrò ventenne a Napoli per proseguire gli studi, dove si affermò come letterato. Guadagnate le simpatie di Carolina Bonaparte, moglie di Gioacchino Murat, Oliva ricevette un vitalizio e venne nominato poeta di corte, nonché precettore dei figli dei sovrani francesi durante il decennio napoleonico.
Con la restaurazione borbonica, nel 1820 partecipò ai moti rivoluzionari ma, con il loro fallimento, fu costretto a fuggire con la famiglia a Parigi, soggiornando presso la corte di Maria Amalia di Borbone-Due Sicilie, duchessa d'Orléans e futura regina dei Francesi. Ritornato a Napoli per intercessione della duchessa, non ebbe mai incarichi dal governo borbonico poiché ostile ad esso e continuò privatamente la sua attività di letterato ed insegnante, avendo tra i suoi discepoli il poeta Alessandro Poerio, l'economista Antonio Scialoja e il giurista Pasquale Stanislao Mancini.
Compose poesie e tradusse dal greco L'Etesiade di Pindaro, L'Ecuba di Euripide, L'Edipo Re e L'Edipo a Colono di Sofocle. Fu socio dell'Accademia Pontaniana nonché pittore ed alcune opere sono esposte nella natia Tursi. Nel 1830 fu colpito da una malattia che lo costrinse alla paralisi fino alla morte, avvenuta nel 1842. Sua figlia, Laura Beatrice Oliva, fu una scrittrice e poetessa, oltreché moglie del suo allievo Mancini.

## Opere parziali
- Il voto boschereccio, favola pastorale in un dramma di tre atti (1815)
- Il natale del Messia (1816)
- La tasseortea per l'anno primo della liberta nazionale (1820)